# Bedřich Tesař (architekt)
Bedřich Tesař (24. února 1835 Vyškov – 25. června 1890 Praha ) byl český neoklasicistický architekt, žák a spolupracovník Josefa Zítka.

## Život a působení
Vystudoval na technice ve Vídni, od roku 1856 pracoval v ateliéru F. Felnera a od roku 1858 studoval na Akademii výtvarných umění ve Vídni. Od roku 1864 pracoval u Josefa Zítka, s nímž přišel do Prahy, pracoval na jeho projektu Národního divadla a od roku 1868 byl jeho prvním stavbyvedoucím. Jako samostatný architekt navrhl mnoho obytných domů, Národní besedu ve Vladislavově ulici a palác J. Hlávky ve Vodičkově ulici.
Vynikal přesností a svědomitostí a přinesl do Prahy sloh vídeňské Ringstrasse, kterým se pak mnozí inspirovali při stavbě nových městských čtvrtí, jako jsou Vinohrady, Karlín, Smíchov a další.